# 大象的眼淚 (電影)
是一部2011年美國愛情電影，由法蘭西斯·羅倫斯執導，改編自莎拉·格魯恩的2006年同名小說。麗絲·韋花絲潘與羅拔·柏迪臣領銜主演。

## 剧情
巡迴馬戲團在打烊後發現一名很老的老先生孤零零在停車場淋雨。一問之下得知他是從老人院溜出來的，但錯過了表演的時間。好心的團主把人請到辦公室裡，並替他打電話。老先生自稱雅各·真高斯基，連大兒子都高齡71了。雅各雖然說話不饒人，但聽得出頗有來歷。無法替老先生連絡到人的團主決定好好聽老先生細說從頭。
二十歲的雅各是個準獸醫，學業情場兩得意。但在畢業考的最後一天，身為波蘭赴美第一代移民的父母忽因車禍驟逝，而其產業早在四年前即已為了支付學費而抵押給銀行，真高斯基家此時已一無所有。失去一切的雅各決心離開在大蕭條下毫無生機的家鄉，到遠方找工作。他在半途遇見一列駛過的火車，便攀了上去。裡頭的人拿槍指著他，打算把他推下火車。但領頭的老駱見他衣冠楚楚，決定收留他並給他一份工作，帶領他走向精彩人生。原來兩人同屬波蘭裔。
第二天醒來後，雅各發現這是一列馬戲團火車，而眾人正支起表演場地。雅各很高興能和眾多動物相處，但他的新工作是清理動物排泄物、推擠猶豫的觀眾進場、及對付想白看脫衣舞的人們。他還見到了由美麗的瑪蓮娜所主導的馬術表演。
晚上，老駱引介他見團主奧古斯都，並告知瑪蓮娜即是團主夫人。奧古斯都本想趕雅各下車，但聽他準確說出馬的毛病，又畢業自長春藤獸醫系後，決定先讓他治馬。若真有本事，就雇用他為團中的獸醫，因為團裡需要一個「替大象端水」的人（即片名）。團主此後便稱他為康乃爾，也就是雅各畢業的學校。
雅各診治出團內明星馬的「膿瘍」其實不是表面那回事。已經無藥可醫，只能人道毀滅。但團主藉餵獅子的時機告訴他，人要盡一切努力活下去，而他必須使出全副本事讓馬可以繼續表演。看似不願面對現實的團主夫人其實也明白自己的愛馬撐不了多久，她對丈夫的專橫也頗有微詞。雅各冒著失業之險替它解除了痛苦，與瑪蓮娜共同面對這場死別。團主因此打算把他扔出行駛中的火車，卻原來只是嚇嚇他而已。團主細數其貢獻：令團主夫人面對現實並安撫了她的情緒，提出了獅子的伙食問題等。但失去明星馬的馬戲團面臨無法招徠觀眾而致破產的危機。在見識到眾人痛苦後，雅各明白團主的用心其實是正確的。
團主在財務危機下硬是挪用團員的薪資買下大象蘿西，並要求夫人為此設計新節目。象的原主要求團中必須有專門的大象管理員，於是對於象一無所知的雅各站出來聲稱自己就是。團主夫妻當晚設宴款待這位弄假成真的象管理員，要求他為新節目訓練蘿西，以壯本團聲勢。雅各承認自已其實沒有畢業，沒有證書也沒有執照，但團主說他看中的是雅各的天份及眼光。三人都喝醉後，團主睡去，夫人與雅各情愫暗生，但第二天即否認。
團主堅持以象鈎及高壓令動物屈服，而夫人及雅各則善待蘿西。團主的態度終令蘿西在表演中途失控逃走，好在夫人臨機應變救場，雅各將蘿西帶回後，失意又酒醉的團主以更加蠻橫的態度對付蘿西，連老駱都看不過去，團主夫人更因此與丈夫反目。雅各見到在沉重財務壓力下萬分沮喪的團主後，怒氣頓消。又在照顧被團主弄傷的蘿西時，發現它聽從的是波蘭語口令，而非英語。而它能做的動作恰合馬戲團所需。
因新發現而心情大好的團主夫婦再次宴請雅各。夫人在團主暫離時講述自己在孤兒院長大，對馬情有獨鍾的過去，而團主只是在正確的時間出現的人，而世界的其他地方無她容身之處。酒後的她與雅各情意更深，但兩人各自對無法控制的感情產生矛盾心態。
老駱因喝了摻有雜質的私酒致下半身不遂。同伴們把他藏在表演者的車廂中，以防管理層發現他變成廢人後將人扔出去。唯一能說波蘭話的雅各成為團中不可或缺的人物，但與團主夫妻間的關係暗潮洶湧。
蘿西的表演大獲成功，馬戲團危機解除。團主正式歡迎雅各成為大家庭中的一份子，對於老婆與雅各的關係卻不知如何解決。當晚，團長夫人找來雅各與蘿西想給團主一個驚喜。酒醉的團主卻開始對二人陰陽怪氣。夫人不得不下跪表示自己對婚姻的忠誠，卻遭團主趁此羞辱並暴力相向。雅各與團主打了起來，因現場耳目眾多而被各自拉開。雅各的朋友們告訴他情勢非常危險。夫人也前來告知，有人聽到團主下令暗中動手，雅各必須馬上逃走。雅各要求瑪蓮娜與他一起走。萬般猶豫的她在團主手下破門而入的同時與雅各一同跳出行駛中的火車。
兩人在旅館中互訴衷曲並商議著下一步時，團主的人竟破門而入。被打昏的雅各單獨醒來，沿著鐵軌追逐火車。趁馬戲團中人停車丟棄東西時混上火車，卻發現曾幫助他的朋友全都失蹤了。悲憤不已的雅各潛入團主夫妻所在的車廂，雖然動了殺心，卻下不了手。
知道雅各在車上的瑪蓮娜前去探視，告知雅各的朋友們在兩人跳車後都被團主命人丟出火車。掉到堅硬岩石上的人當場不治，落到軟地幸運生還的人發誓報復，兩人必須儘快逃離因此引發的混亂。兩人商議好在節目結束後即私奔，不料籠中猛獸在節目中途逃出，引發混亂。雅各想救在象背上一時下不來的瑪蓮娜，卻被團主撲倒痛揍。瑪蓮娜持象鈎由背後敲了團主一記，反被團主翻身壓住，想扼死她。想去救人的雅各卻被團主手下打倒。在瑪蓮娜快斷氣前，蘿西拔起栓住自己的大釘子擊向團主。團主手下則被復仇者打倒，被拖出表演帳篷外就此失蹤。
團主死後，馬戲團破產解散，團員們被其他馬戲團瓜分。雅各不願蘿西再過從前的悲慘生活，帶著它及瑪蓮娜一起投入玲玲馬戲團。
雅各說，他們二人帶著蘿西過了幸福的一生。夫妻倆生了一堆小孩，但現在又只剩下他自己。雅各請求眼下與他談得投契的團主雇用他當獸醫獲允。他高興的說，這才是回家。

## 演員與角色
- 麗絲·韋花絲潘 飾演 Marlena Rosenbluth
- 羅拔·柏迪臣 飾演 Jacob Jankowski
- 賀爾·賀爾布魯克 飾演 老年的Jacob Jankowski
- 基斯托夫·華薩 飾演 August Rosenbluth
- Tai（英语：Tai (elephant)） 飾演 Rosie，大象
- 詹姆士·弗萊恩 飾演 Rosie的照顧員
- 保羅·薛納德（英语：Paul Schneider (actor)） 飾演  Charlie O'Brien
- 肯·佛伊（英语：Ken Foree） 飾演 Earl
- 提姆·吉尼 飾演 Diamond Joe
- 馬克·普維內利（英语：Mark Povinelli） 飾演 Kinko/Walter
- 斯科特·麥唐諾（英语：Scott MacDonald (actor)） 飾演 Blackie
- 吉姆·諾頓（英语：Jim Norton (Irish actor)） 飾演 Camel
- 理查德·巴拉克 飾演 Grady
- 山姆·安德森（英语：Sam Anderson） 飾演 Mr. Hyde
- 約翰·艾偉德（英语：John Aylward） 飾演 Mr. Ervin
- Uggie（英语：Uggie） 飾演 Queenie，小獵狗
- Aleksandra Kaniak（英语：Aleksandra Kaniak） 飾演Jankowski夫人(Jacob的母亲）

## 電影原聲帶
曲目：
1. Did I Miss It?
2. The Circus Sets Up
3. Circus Fantasy
4. Jacob Sees Marlena
5. Button Up Your Overcoat (excerpt)
6. Prosze, Rosie, daj noge
7. Rosie
8. Speakeasy Kiss
9. I'm Confessin' (That I Love You)
10. Barabra's Tent
11. Jacob Returns
12. Don't Tell Him What Happened To Me
13. Shooting Star
14. The Job Is Yours
15. Need A Little Sugar In My Bowl
16. Stomp Time Blues
17. I Can See Straight Through You
18. Sanctuary
19. Baptism / Jacob & Rosie
20. The Stampede / I'm Coming Home

## 评价
影片获得的好评较多，根据烂番茄网站168个评分新鲜度为60%，得分6.1（满分10分），批评点主要认为两大男女主角缺乏化学融合。